# Cantone di Plouescat
Il Cantone di Plouescat era una divisione amministrativa dell'arrondissement di Morlaix.
A seguito della riforma approvata con decreto del 13 febbraio 2014, che ha avuto attuazione dopo le elezioni dipartimentali del 2015, è stato soppresso.

## Composizione
Comprendeva i comuni di:
- Lanhouarneau
- Plouescat
- Plougar
- Plounévez-Lochrist
- Tréflez